# Prafulla Samantara
Prafulla Samantara (Ganjam district, 1 de maio de 1952) é um activista ambiental indiano de Orissa.
Ele tem sido um porta-voz do povo indígena Dangaria Kandha no seu protesto contra os planos de mineração de bauxita na Serra de Niyamgiri. Uma decisão do Supremo Tribunal de 2013 interrompeu os planos de mineração. Samantara recebeu o Prémio Ambiental Goldman em 2017.